# Neoregelia dungsiana
Neoregelia dungsiana är en gräsväxtart som beskrevs av Edmundo Pereira. Neoregelia dungsiana ingår i släktet Neoregelia och familjen Bromeliaceae. Inga underarter finns listade i Catalogue of Life.